# Jake Angeli
Jake Angeli, ursprungligen Jacob Anthony Angeli Chansley, född 1 juli 1988, är en amerikansk politisk aktivist och konspirationsteoretiker, mer känd som Schamanen eller på engelska The QAnon Shaman. Angeli gjorde sig känd för allmänheten då han medverkade vid stormningen av Kapitolium den 6 januari 2021. Den 17 november 2021 dömdes han till tre år och fem månaders fängelse för sin medverkan vid stormningen.

## Bakgrund
Jake Angeli gick på Moon Valley High School i Phoenix Arizona och avslutade sina studier 2005. Därefter tog Angeli värvning i amerikanska marinen men avskedades 2007 då han vägrade vaccineras mot mjältbrand. Sedan dess har han haft en mindre framgångsrik skådespelarkarriär och därtill driver han ett eget företag genom vilket han säljer onlineutbildningar för att motverka vad han kallar för "mörka krafter". Angeli kandiderar till kongressen under 2024.

## Åsikter
Jake Angeli är uttalad supporter av den tidigare amerikanske presidenten Donald Trump. Som Angelis smeknamn anspelar, är Angeli anhängare av QAnon-rörelsen. Angeli har uttalat sig som motståndare till Antifa och Black Lives Matter-rörelsen. Likaså har Angeli uttryckt att organisationer som Illuminati, Trilateral Commission och Bilderberggruppen är de som styr världen. En del av inspirationen till sina åsikter har han fått från den amerikanske radioprataren och konspirationsteoretikern Milton William Coppers bok Behold a Pale Horse.
Utöver dessa politiska åsikter är Angeli också en uttalad klimataktivist. Angeli menar att han bekänner sig till en schamanistisk livssyn, och att det var en av anledningarna till att han vägrade vaccinera sig, när han var militär. Han har uppgett att hans klädsel främst har som syfte att väcka uppmärksamhet och saknar religiös innebörd. Angeli har även gett uttryck för kristen tro.

## Medverkan vid stormningen av Kapitolium
Vid stormningen av Kapitolium 6 januari 2021 kunde Angeli ses i mötessalen till den amerikanska senaten iförd sin schamanistiska utstyrsel med ett spjut med amerikansk flagga i handen. Specifikt uppehöll han sig vid dåvarande vicepresidenten Mike Pences plats. Rättegången mot Angeli påvisade att denne tagit sig in i Kapitolium genom krossade glasrutor, trots att han själv först hävdat att han tog sig in genom en öppen dörr. I september 2021 erkände sig Angeli skyldig till att ha stört ett officiellt förfarande eller kongressens arbete. Han dömdes slutgiltigt 17 november 2021 för sin medverkan vid stormningen till tre och ett halvt års fängelse samt pekades ut av domstolen som en av ledarfigurerna vid stormningen. Angeli har uttryckt ånger över sin medverkan vid stormningen.